# Улица Некрасова (Ярославль)
У́лица Некра́сова (бывшая Романовская улица, Некрасовская улица) — улица в центральной части города Ярославля. Лежит между улицей Ушинского и Юбилейной площадью. Нумерация домов ведётся от улицы Ушинского.

## История
До регулярной планировки города на месте начала современной улицы проходила улица Колупаиха (с вариантом Колупаев переулок).
Современная улица была проложена в ходе перестройки города по регулярному плану 1778 года и получила название Романовская улица (с вариантом Большая Романовская) по городу Романову Ярославской губернии. Начиналась она на просторной Семёновской площади и проходила до площади около городского вала.
В сентябре 1924 года советские власти переименовали Романовскую улицу в Некрасовскую в честь Николая Некрасова — русского поэта, писателя и публициста, учившегося в 1832—1837 годах в ярославской гимназии. В конце 1950-х улицу снова переименовали — в улицу Некрасова.

## Здания
- № 1 — Здание бывшего ресторана «Старый пассаж». Дом построен в конце XVIII века в стиле классицизма, в период перепланировки города по регулярному плану. Автор и строитель неизвестны. В начале 40-х годов XIX века дом принадлежал купцам Чепахиным, которые часть помещений сдавали в наём. В 1841 году здесь останавливался русский писатель и поэт Н. А. Некрасов. В 70-е годы XIX столетия домом владел купец Волков. В календаре 1877 года это здание упоминается уже как гостиница «Пассаж». В конце XIX столетия дом перешел во владение Егоровой М. Н., при которой были возведены западные корпуса и домовладение получило замкнутый внутренний дворик. В начале XX века здание расширено и достроено[2].
- № 5 — Прокуратура Ярославской области
- № 10 — Бывший дом Ханыкова-Косаревой[3]
- № 12 — Бывший дом Виноградовых[4]
- № 18 — Бывший дом Гвоздева[5]
- № 20 — Бывший дом Пастухова[6]
- № 37 — Бывший дом Сидорова[7]
- № 39 — Бывшая усадьба Вахрамеева, построенная в 1860-х — 1870-х годах[8]
- № 40 — Бывший дом Павлова[9]
- № 58 — Центр помощи детям; Центр по усыновлению, опеке и попечительству
- № 71 — Ленинский районный суд города Ярославля

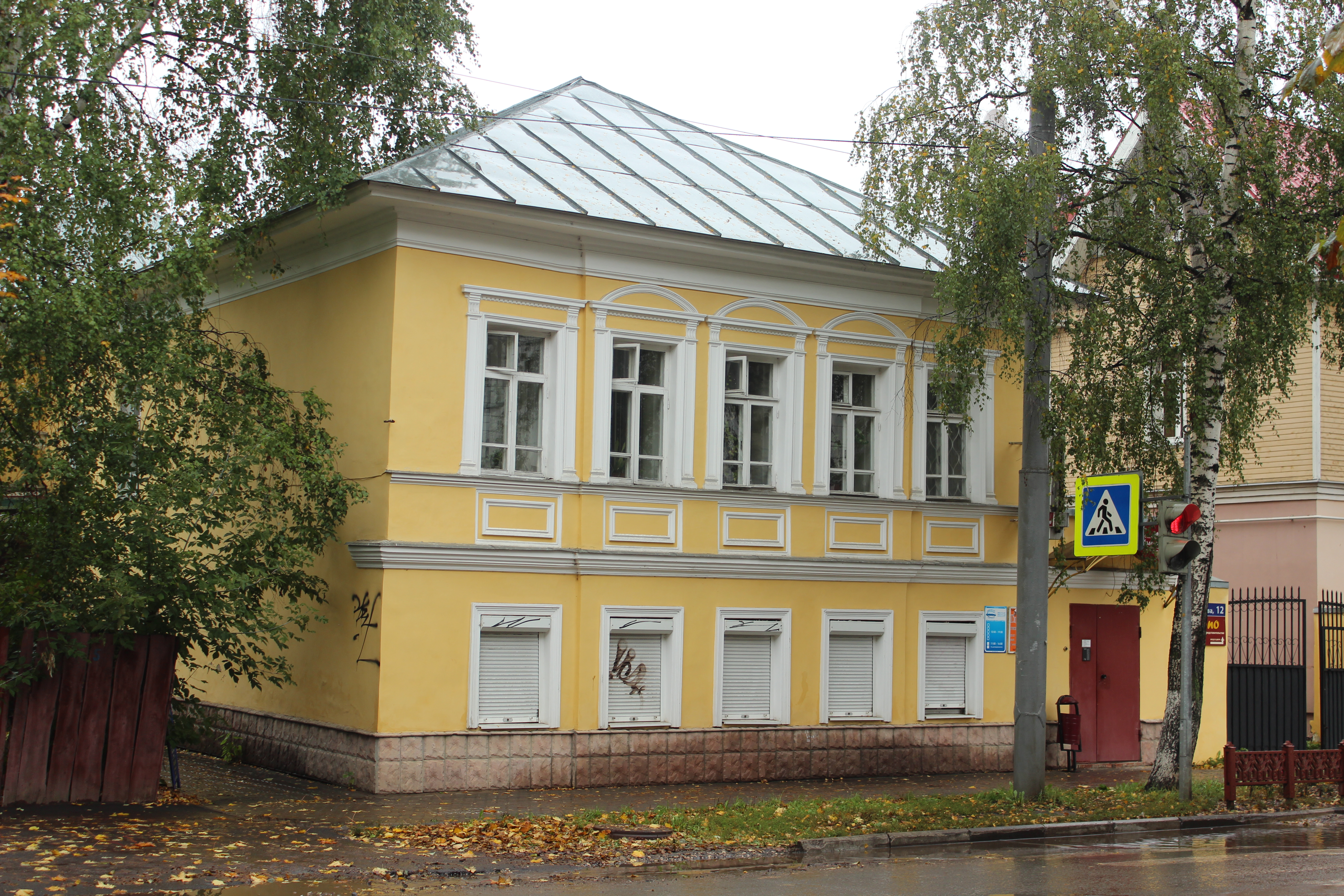
Бывший дом Виноградовых (№ 12)
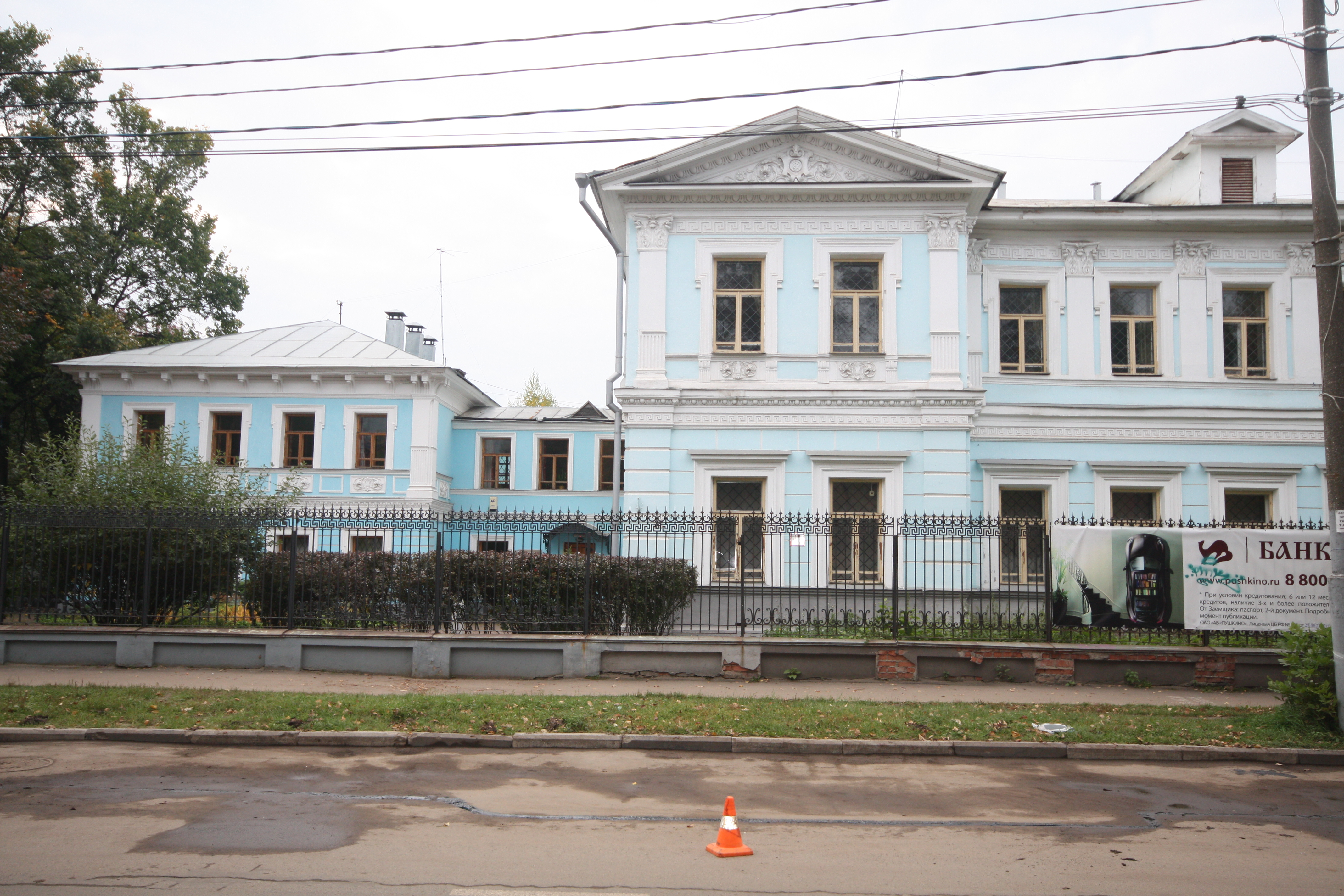
Бывшая усадьба Вахрамеева (№ 39)